# Fischer random sakk
|    | |    |    |    |    |    |    |
|    | \| \| \| \| \| \| \| \| \| \| \| \| \| \| \| \| \| \| \| \| \| \| \| \| \| \| \| \| \| \| \| \| \| \| \| \| \| \| \| \| \| \| \| \| \| \| \| \| \| \| \| \| \| \| \| \| \| \| \| \| \| \| \| \| \| \| \| \| \| \| \| \| |    |    |    |    |    |    |
|    | |    |    |    |    |    |    |
| a8 | b8 | c8 | d8 | e8 | f8 | g8 | h8 |
| a7 | b7 | c7 | d7 | e7 | f7 | g7 | h7 |
| a6 | b6 | c6 | d6 | e6 | f6 | g6 | h6 |
| a5 | b5 | c5 | d5 | e5 | f5 | g5 | h5 |
| a4 | b4 | c4 | d4 | e4 | f4 | g4 | h4 |
| a3 | b3 | c3 | d3 | e3 | f3 | g3 | h3 |
| a2 | b2 | c2 | d2 | e2 | f2 | g2 | h2 |
| a1 | b1 | c1 | d1 | e1 | f1 | g1 | h1 |

| a8 | b8 | c8 | d8 | e8 | f8 | g8 | h8 |
| a7 | b7 | c7 | d7 | e7 | f7 | g7 | h7 |
| a6 | b6 | c6 | d6 | e6 | f6 | g6 | h6 |
| a5 | b5 | c5 | d5 | e5 | f5 | g5 | h5 |
| a4 | b4 | c4 | d4 | e4 | f4 | g4 | h4 |
| a3 | b3 | c3 | d3 | e3 | f3 | g3 | h3 |
| a2 | b2 | c2 | d2 | e2 | f2 | g2 | h2 |
| a1 | b1 | c1 | d1 | e1 | f1 | g1 | h1 |

A Fischer random sakk vagy Sakk960 egy Bobby Fischer által létrehozott sakkváltozat. Először 1996. június 19-én mutatták be Buenos Airesben, míg az első gyakorlati játszmára Fischer és a Fülöp-szigeteki Eugenio Torre nagymester között 1996. július 12-én La Platában került sor. Fischer célja egy olyan sakkváltozat létrehozása volt, amelyben a kreativitás és a tehetség fontosabb, mint a megnyitások memorizálása és elemzése. Éppen ezért a Fischer random sakkban a játszma kezdésekor a bábuk elhelyezése többféleképpen történhet, bizonyos szabályok betartásával. Összesen 960-féle megengedett alapállás létezik, ezért használják erre a sakkváltozatra a Sakk960 megnevezést is.

## Szabályok
A játszma előtt a figurákat véletlenszerűen, de bizonyos szabályok betartásával állítják fel. A figurák ugyanúgy lépnek és ütnek, mint a hagyományos sakkban. A játék célja itt is az ellenfél királyának mattolása.

### Alapállás szabályai
Alapállásban a gyalogok ugyanúgy helyezkednek el, mint a hagyományos sakkban (2. és 7. sor). A többi figurát az 1. és a 8. sorra véletlenszerűen helyezik el, az alábbi szabályok figyelembevételével:
- A király a bástyák között foglal helyet.
- A futók ellentétes színű mezőn állnak.
- A sötét figurák a megfelelő világos figurákkal szemben kezdik a játékot (például ha a világos király az f1 mezőn áll, a sötét király az f8 mezőre kerül).

### Alapállás meghatározása
|    | |    |    |    |    |    |    |
|    | \| \| \| \| \| \| \| \| \| \| \| \| \| \| \| \| \| \| \| \| \| \| \| \| \| \| \| \| \| \| \| \| \| \| \| \| \| \| \| \| \| \| \| \| \| \| \| \| \| \| \| \| \| \| \| \| \| \| \| \| \| \| \| \| \| \| \| \| \| \| \| \| |    |    |    |    |    |    |
|    | |    |    |    |    |    |    |
| a8 | b8 | c8 | d8 | e8 | f8 | g8 | h8 |
| a7 | b7 | c7 | d7 | e7 | f7 | g7 | h7 |
| a6 | b6 | c6 | d6 | e6 | f6 | g6 | h6 |
| a5 | b5 | c5 | d5 | e5 | f5 | g5 | h5 |
| a4 | b4 | c4 | d4 | e4 | f4 | g4 | h4 |
| a3 | b3 | c3 | d3 | e3 | f3 | g3 | h3 |
| a2 | b2 | c2 | d2 | e2 | f2 | g2 | h2 |
| a1 | b1 | c1 | d1 | e1 | f1 | g1 | h1 |

| a8 | b8 | c8 | d8 | e8 | f8 | g8 | h8 |
| a7 | b7 | c7 | d7 | e7 | f7 | g7 | h7 |
| a6 | b6 | c6 | d6 | e6 | f6 | g6 | h6 |
| a5 | b5 | c5 | d5 | e5 | f5 | g5 | h5 |
| a4 | b4 | c4 | d4 | e4 | f4 | g4 | h4 |
| a3 | b3 | c3 | d3 | e3 | f3 | g3 | h3 |
| a2 | b2 | c2 | d2 | e2 | f2 | g2 | h2 |
| a1 | b1 | c1 | d1 | e1 | f1 | g1 | h1 |

Sok módszer létezik az alaphelyzet felállítására. Gyakran használják például Hans L. Bodlaender eljárását, melyhez mindössze egy hatoldalú dobókockára van szükség. Ez a játék megkezdése előtt az alábbiak szerint történik:
- Dobjunk a kockával, majd helyezzük egy világos futót, a balról számított megfelelő sötét színű mezőre. Például az 1-es az első bal oldali sötét mezőt. jelöli (a1), 2-es balról a második sötét színű mezőt (c1), 3-as a harmadikat (e1), és 4-es a negyediket (g1). Mivel nincs több sötét mező egy sorban, 5-ös vagy 6-os dobás esetén dobjunk újra.
- Dobjunk a dobókockával, majd helyezzük a másik világos futót, a megfelelő világos színű mezőre. (1 esetén b1, 2 esetén d1, stb.). 5 vagy 6 esetén  dobjunk újra.
- Dobjunk a kockával, helyezzük a vezért a megfelelő üres helyre (hagyjuk ki a foglalt mezőket). Tehát, az 1-es dobásnál az első (balszélső) üres helyre kell tenni a vezért, míg 6-osnál a hatodik (jobbszélső) üres helyre.
- Dobjunk a kockával, hasonló módon helyezzük el az egyik huszárt a megfelelő üres mezőn. 6-os esetén dobjunk újra.
- Dobjunk a kockával, ismételjük meg a folyamatot a másik huszárral is. 5 vagy 6 esetén dobjunk újra.
- Három szabad mező marad ezután az alapsorban. Helyezzük a királyt a középső mezőre, a bástyákat pedig a maradék két helyre.
- A következő sorban a megszokott módon állítsuk fel a gyalogokat, tükrözzük át világos állását sötét térfelére (tehát sötét a8-as mezőjén ugyanolyan fajta figurának kell állnia, mint világos a1-en, persze a futárok ellentétes színű mezőn fognak állni).

Ezzel az eljárással egyenlő eséllyel fordul elő mind a 960 lehetséges pozíció. Ebben benne van a hagyományos sakk felállás is (2-3-3-2-3 vagy 2-3-3-4-2 dobások után).
Azt is könnyen megérthetjük, miért pont 960 állás variáció jöhet létre. A futók 4 mezőre, a vezér 6, az egyik huszár 5, a másik 4 helyre kerülhet. Ekkor három szabad mező marad, melyből a középsőre kötelezően a király, a szélsőkre a bástyák kerülnek. Tehát 4×4×6×5×4 = 1920 variáció lehetséges, ha megkülönböztetnénk egymástól a két huszárt. De mivel játék alatt nem teszünk különbséget közöttük, vagyis semmin nem változtatna, ha megcserélnénk a két huszárunkat, ezért a felállások száma csak fele ennyi, így 1920/2 = 960 egymástól megkülönböztethető állást kapunk. Bár ezen pozíciók fele tükörképe a másik felének, a sáncolásra vonatkozó szabályok megőriznek némi aszimmetriát a játékból.

## Fordítás
- Ez a szócikk részben vagy egészben  a   Chess960 című angol Wikipédia-szócikk fordításán alapul.  Az eredeti cikk szerkesztőit annak laptörténete sorolja fel. Ez a jelzés csupán a megfogalmazás eredetét és a szerzői jogokat jelzi, nem szolgál a cikkben szereplő információk forrásmegjelöléseként.